# Trieces flexus
Trieces flexus är en stekelart som beskrevs av Walley 1969. Trieces flexus ingår i släktet Trieces och familjen brokparasitsteklar. Inga underarter finns listade i Catalogue of Life.